# Conrad Herwig
Conrad Herwig (Lawton (Oklahoma), 1 november 1959) is een Amerikaanse jazztrombonist.

## Biografie
Herwig studeerde aan de University of North Texas in Denton (Texas), aan het Goddard College in Plainfield (Vermont) en aan het Queens College. Hij begon zijn professionele carrière tijdens de vroege jaren 1980 in de bigband van Clark Terry en trad op met Buddy Rich, Mario Bauzá, Toshiko Akiyoshi en Mel Lewis.
Als sideman werkte hij tijdens de jaren 1990 met Joe Henderson (Porgy en Bess), Tom Harrell, Joe Lovano en nam hij ook op met Eddie Palmieris La Perfecta II, Paquito D'Riveras Havana-New York Connection, de Charles Mingus Big Band en Carnegie Hall Jazz Band (onder Jon Faddis). 
Twee van zijn albums als orkestleider (The Latin Side of John Coltrane, 1998 en Another Kind of Blue-The Latin Side of Miles Davis, 2005) werden genomineerd voor een Grammy Award.
Herwig is hoogleraar jazztrombone, improvisatie, instrumentatie en arrangement aan de Rutgers University en lid van het bestuur van de International Trombone Association.

## Discografie
- 1987: With Every Breath met Jim Snidero, Richie Beirach, Ron McClure, Adam Nussbaum
- 1989: New York Hardball met Richie Beirach, Ron McClure, Adam Nussbaum
- 1990: Intimate Conversations met Richie Beirach
- 1991: The Amulet met Richie Beirach, Randy Brecker, Ron McClure, Adam Nussbaum
- 1993: E O Trio de Barnardo Sassetti
- 1996: New York Breed met Richie Beirach, Dave Liebman, Adam Nussbaum, Rufus Reid
- 1996: The Latin Side of John Coltrane met Richie Beirach, John Benítez, Milton Cardona, José "Cochi" Claussell, Adam Cruz, Ronnie Cuber, Richie Flores, Andy Gonzalez, Brian Lynch, Eddie Palmieri, Danílo Perez, Mike Ponella, Edward Simon, Alex Sipiagin, Gary Smulyan, Dave Valentin, Ray Vega
- 1997: Heart of Darkness met Bill Charlap, Billy Drummond, Stefon Harris, Peter Washington, Walt Weiskopf
- 1998: Osteology met Steve Davis, James Genus, Dave Kikoski, Jeff 'Tain' Watts
- 1999: Unseen Universe met Seamus Blake, James Genus, Dave Kikoski, Alex Sipiagin, Jeff 'Tain' Watts
- 2000: Shades of Light met Andy LaVerne
- 2001: Hieroglyphica met Bill Charlap, James Genus, Gene Jackson
- 2002: Land of Shadows met James Genus, Tim Hagans, Dave Kikoski, Ben Schachter, Jeff 'Tain' Watts
- 2003: Another Kind of Blue: The Latin Side of Miles Davis met Robert Ameen, John Benítez, Paquito D'Rivera, Richie Flores, Edsel Gomez, Brian Lynch, Mario Rivera, Dave Valentin
- 2003: Que Viva Coltrane met Robert Ameen, John Benítez, Richie Flores, Edsel Gomez, Brian Lynch, Mario Rivera
- 2003: Sketches of Spain y Mas: The Latin Side of Miles Davis met Robert Ameen, John Benítez, Paquito D'Rivera, Richie Flores, Edsel Gomez, Brian Lynch, Mario Rivera, Dave Valentin
- 2004: Obligation met Seamus Blake, Gene Jackson, Kyle Koehler, Mark Whitfield
- 2007: Jones for Bones Tones

- Bibliothèque nationale de France: cb139486267 (data)
- CiNii: DA14865292
- Gemeinsame Normdatei: 134744764
- International Standard Name Identifier: 0000 0000 8187 7373
- Library of Congress Control Number: n94037997
- MusicBrainz: b80c1c3b-7b22-443b-9e10-c2742b9af7f2
- Nederlandse Thesaurus van Auteursnamen: 158347978
- SNAC: w6sc7298
- Système universitaire de documentation: 15695656X
- Virtual International Authority File: 118727539
- WorldCat: E39PBJc7Q7WhrrBKJc7xx7xxDq